# كارين لويز ويلسون
كارين لويز ويلسون (بالإنجليزية: Karen L. Wilson)‏ هي عالمة نبات أسترالية، ولدت في 1950.